# Ахмад Санджар
Муизз уд-Дин Абуль-Харис Ахмад Санджар ибн Малик-шах I (тур. Muizzeddin Ahmed Sencer; от тюрк. «Пронзающий», «атакующий»; 1084/1086 — 8 мая 1157) — последний султан Сельджукской империи с 1118 по 1153 год из династии Сельджукидов, происходившей из огузского племени кынык. Первоначально — султан Хорасанского султаната, затем, после смерти Мухаммеда I, унаследовал территории Сельджукской империи.
Санджар считается одним из самых выдающихся султанов Сельджуков и самым продолжительным правящим мусульманским правителем до нашествия монголов. Несмотря на тюркское происхождение, Санджар был сильно иранизирован и благодаря своим подвигам даже стал легендарной фигурой, как и некоторые из мифологических персонажей в Шахнаме. Действительно, средневековые источники описывали Санджара как обладателя «величия Хосров и слава Каяниды». Персидская поэзия процветала при Санджаре, и в его двор входили некоторые из величайших персидских поэтов, такие как Муиззи, Арузи, и Анвари.

## Биография
Санджар, последний представитель ветви Великих Сельджуков, был одним из младших сыновей Малик-шаха I от наложницы-рабыни. Ранняя смерть Малик-шаха привела к длительной череде междоусобных войн. Санджар участвовал в войнах за наследство против своих трёх братьев и племянника — Махмуда I, Баркиярука, Мухаммада I и Мелик-шаха II.
С 1097 года Санджар стал правителем большей части Государства Сельджукидов, а его столица находилась в Нишапуре. Ряд правителей восстали против него, что привело к расколу Великой Сельджукской империи. В 1118 году, после смерти последнего из сводных братьев Санджара, владения Сельджуков были официально разделены.
Согласно Энно Франциусу, Санджар предпринял поход для уничтожения Аламутских ассасинов. Однако по дороге к их укреплениям Санджар, однажды проснувшись, обнаружил рядом с собой кинжал, которым была приколота записка с предложением мира. Потрясённый, Санджар послал послов к Хасану ибн Саббаху, и они договорились не вмешиваться в дела друг друга.

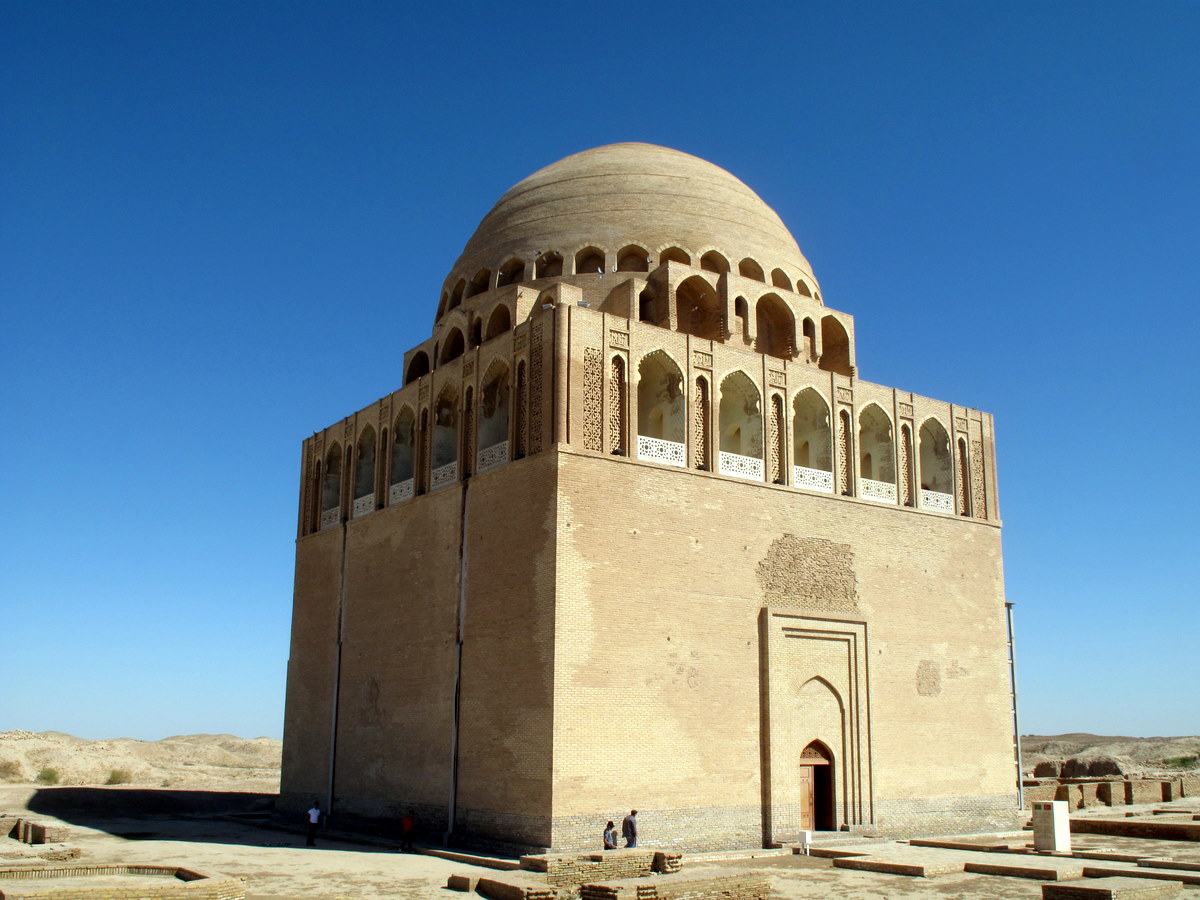
Мавзолей Султана Ахмада Санджара, г. Байрамали, Туркменистан

В 1141 году Санджар отправился в поход против каракитаев и встретился с ними около Самарканда. Он потерпел тяжёлое поражение от Каракитаев под руководством Елюй Даши в битва в Катванской долине и бежал вместе с всего пятнадцатью своими всадниками.
Туркестанские огузы захватили Санджара в 1153 году и держали в плену до 1156 года, когда он смог бежать. В следующем году Санджар умер от дизентерии и был похоронен в Мерве, где был возведён его мавзолей, сохранившийся рядом с современным г. Байрамали, Туркменистан.

## Семья

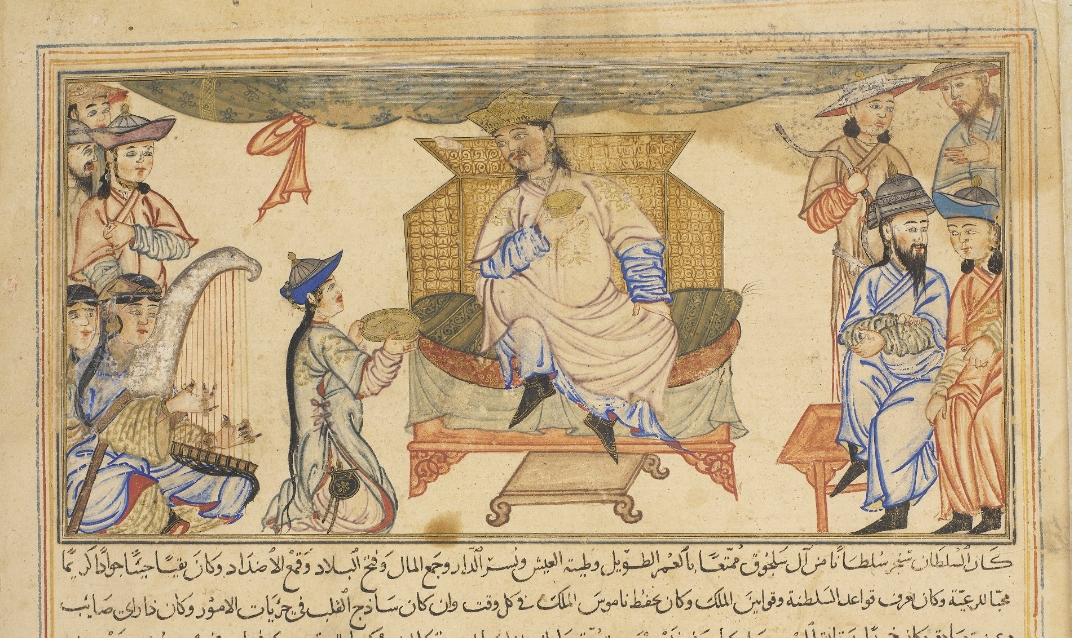
Огузский император Санжар из Сельжукской династии.

У Санджара от брака с Турной хатун родились дочери:
Мах-Мульк хатун (1105—1122), в 1119 году Санджар выдал ее замуж за своего племянника Махмуда ІІ.
Амир Ситти хатун (ум.1129 ) вторая жена Махмуда ІІ.
Неизвестная дочь Санджара вышла замуж за аббасидского халифа Аль-Мустаршида  в 1124 году.
Гаухар хатун, вышла замуж за его племянника Гияс ад-Дина Масуда в 1134 году.

## Образ в искусстве

### В литературе
- В связи с Мервом упоминает о Санджаре (Санжар) Алишер Навои[3]
- Повесть «О Султане Санджаре и старухе» включен в пятикнижье (хамса) Низами Гянджеви, в книгу Сокровищьница тайн.

### В кино
- «Пробуждение: Великие Сельджуки» (2020) — в современном турецком сериале роль Ахмада Санджара исполняет турецкий актер Экин Коч.

### В нумизматике

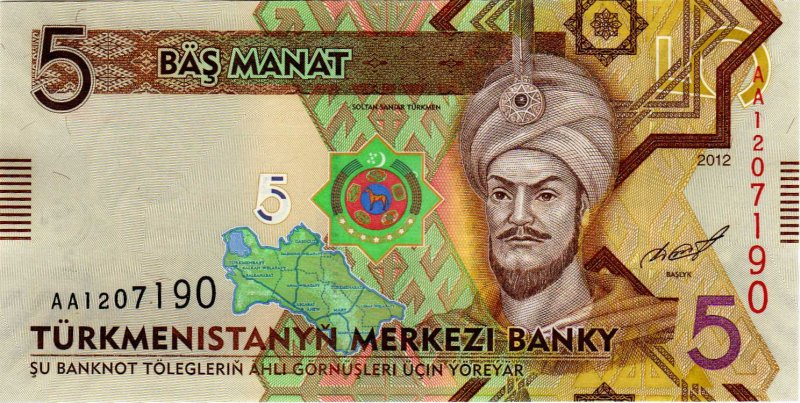
Купюра в 5 туркменских манатов с изображением Ахмада Санджара (2012)